# Mammendorfer Straße 17 (Jesenwang)

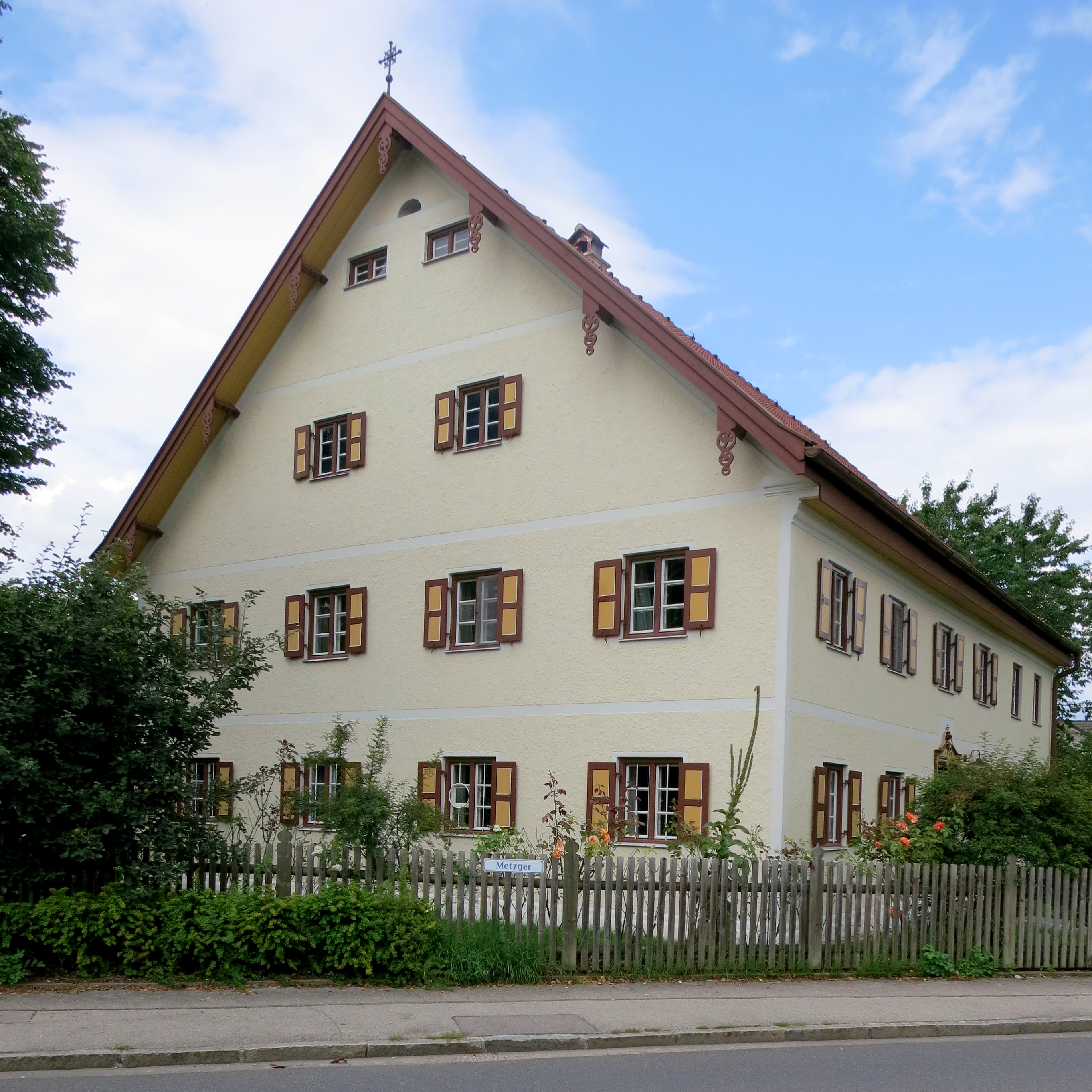
Ehemaliges Bauernhaus Mammendorfer Straße 17 in Jesenwang

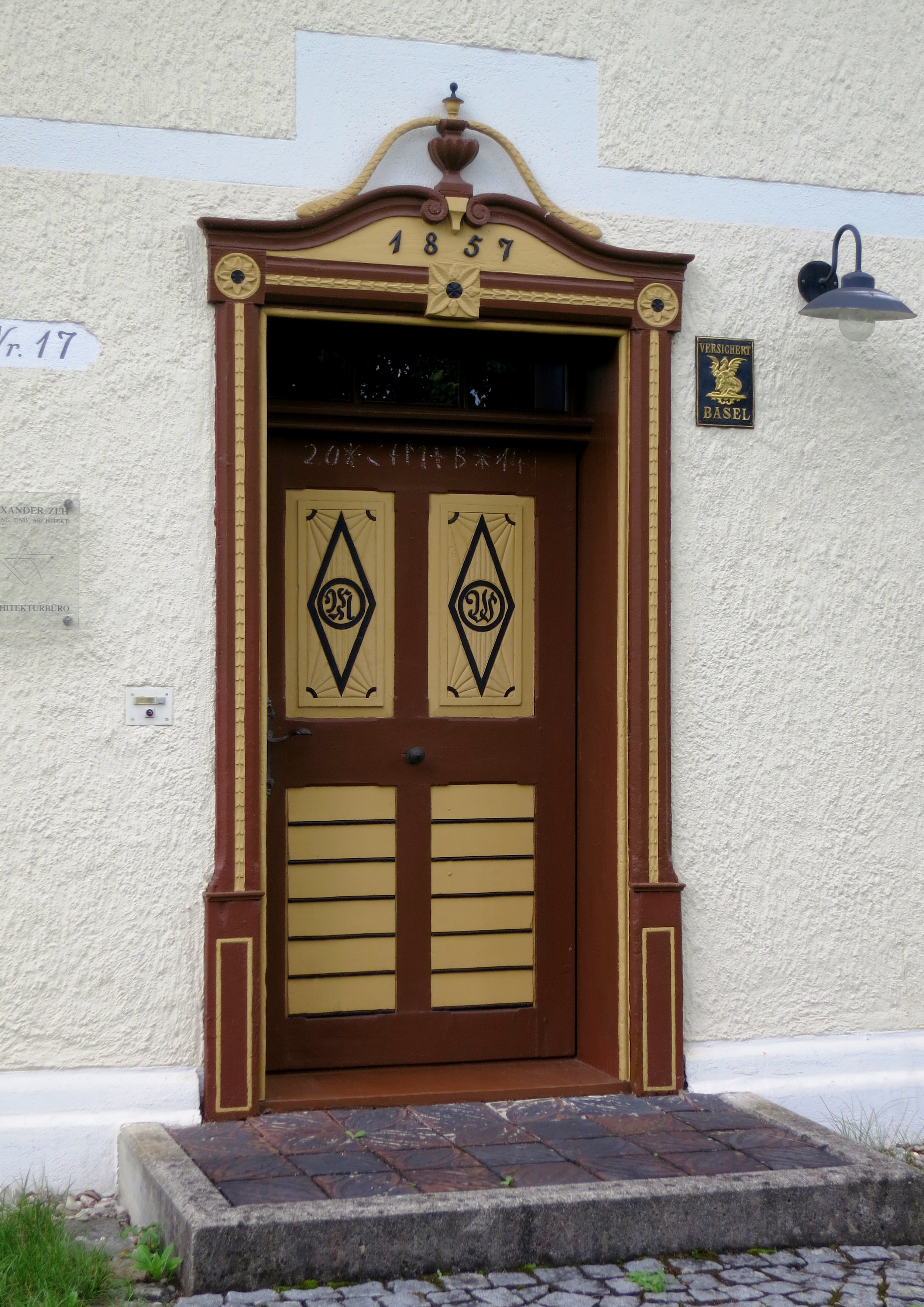
Haustür mit der Jahreszahl 1857

Der ehemalige Bauernhof Mammendorfer Straße 17 (auch als Beim Metzger bezeichnet) in Jesenwang, einer Gemeinde im oberbayerischen Landkreis Fürstenfeldbruck, wurde 1857 errichtet. Das Gebäude ist ein geschütztes Baudenkmal.
Der zweigeschossige Einfirsthof mit vier zu sechs Fensterachsen, Putzgliederung und einem Satteldach besitzt eine geschnitzte Haustür, die mit der Jahreszahl 1857 bezeichnet ist.